# Surinaamse parlementsverkiezingen 2025/Kandidatenlijst/ABOP
Dit is de lijst van kandidaten voor de Surinaamse parlementsverkiezingen in 2025 van de ABOP. De lijsttrekker is Ronnie Brunswijk. De verkiezingen vinden plaats op 25 mei 2025.
De ABOP werkt samen met zes politieke partijen die elk hun voorzitter hebben geleverd voor de kandidatenlijst, op John Nasibar van Nieuw Suriname na.
De onderstaande deelnemers kandideren op grond van landelijke evenredigheid voor een zetel in De Nationale Assemblée. Los van deze lijst vinden tegelijkertijd de verkiezingen plaats voor de districtsraden en de ressortraden.

## Kandidatenlijst
Hieronder volgt de kandidatenlijst.
1. Ronnie Brunswijk
2. Marinus Bee
3. Ines Pané (Ines Yuquinda Pané)
4. Dinotha Vorswijk (Dinotha Okela Vorswijk)
5. Edgar Sampie (Edgar Esra Sampie)
6. Keshawpersad Goerdat (Keshawpersad Subhash Goerdat)
7. David Abiamofo
8. Stanley Betterson (Stanley Rudolf Betterson)
9. Geneviévre Jordan (Geneviévre Mariëlle Jordan)
10. Marvin Vijent (Marvin Francis Vijent / Marvin Moesan)
11. Josafat Kanape (Josafat Obed Kanape)
12. Miquella Huur (Miquella Manuella Quirtina Huur)
13. Ramon Koedemoesoe (Ramon Soine Koedemoesoe)
14. Dylon King (Dylon Gary King),  voorzitter Amazone Partij Suriname; APS
15. Alice Amafo (Alice Hortencia Amafo), voorzitter Volkspartij voor Vernieuwing en Democratie; VVD
16. Guerline Pierre (Guerline Gedna Pierre)
17. Kelvin Koniki (Kelvin Mitchell Koniki)
18. Gracia Emanuël (Gracia Vanessa Emanuël)
19. Delano Landvreugd (Delano Patrick Alvin Landvreugd)
20. Oesman Wangsabesari (Oesman Wangsabesari), voorzitter Nieuwe Stijl KTPI; NSK
21. Soeparmin Djojobesari (Groep Djojo)
22. Rizaam Sherali
23. Melisa Fredericks (Melisa Marvell Fredericks)
24. Renate Kasanwirijo (Renate Stefanie Kasanwirijo)
25. Dione Diko (Dione Shekitha Diko)
26. Waldo Jeso (Waldo Robby Jeso)
27. Kenneth Amoksi (Kenneth Johan Amoksi)
28. Avinash Hira (Avinash Pravish Hira)
29. Soeniel Maghoe
30. Soeshma Bahadoer (Soeshmakoemarie Bahadoer)
31. Carlo Burke (Carlo Riedewal Burke)
32. Regillo Karijodrono (Regillo Roedjiman Karijodrono)
33. Angila Eenig (Angila Mariska Maria Eenig)
34. Cyrano Asoiti (Cyrano Orlando Asoiti)
35. Vince Dalen (Vince Aquinto Dalen)
36. Andjelie Ramadhin
37. Rahid Ghoerahoe (Rahid Javed Khan Ghoerahoe)
38. Stevanus Noordzee (Stevanus Andreas Noordzee)
39. Mohanram Gokoel (Mohanram Praveen Reon Gokoel)
40. Sager Sardjoe (Sandjaikoemar Sager Sardjoe)
41. Nicolaas Priesierie
42. Haidaralie Nazarali (Mones)
43. Mitchell Pai (Mitchell Angelo Pai)
44. Diana Karto (Diana Soelijet Karto)
45. Maikel Winter (Maikel Stephen Winter)
46. Patricia Kajoeramarie
47. Donovan Jofi (Donovan Jonathan Jofi)
48. Mahomed Jahangier (Mahomed Safiek Akrem Jahangier)
49. Marlon Rozenblad (Marlon Cyril Rozenblad)
50. Waldy Nain (Waldy Kasmin Nain), voorzitter Partij voor Democratie en Ontwikkeling; PDO
51. Wesley Rozenhout (Wesley Paitoe Rozenhout)

Kandidaten per partij: A20 · 
ABOP · 
APP · 
BEP · 
DA'91 · 
DNL · 
DUS · 
NDP · 
NPS · 
OPTSU · 
PL · 
PVC · 
VHP · 
VLS